# Ingen tid til kærtegn
Ingen tid til kærtegn er en dansk film fra 1957, instrueret af Annelise Hovmand, der også har skrevet med manuskriptet med Finn Methling.

## Medvirkende
- Lily Weiding
- Hans Kurt
- Jørgen Reenberg
- Johannes Marott
- Gerda Madsen
- Karen Berg
- Betty Helsengreen
- Preben Lerdorff Rye
- Bent Christensen
- Mimi Heinrich
- Peter Malberg
- Sigrid Horne-Rasmussen
- Bodil Ipsen
- Jessie Rindom
- Svend Methling
- Asbjørn Andersen
- Holger Juul Hansen
- Minna Jørgensen
- Vera Gebuhr
- Freddy Koch
- Ove Sprogøe
- Karl Stegger
- Mogens Wieth
- Eva Cohn